# Coleophora paramayrella
Coleophora paramayrella là một loài bướm đêm thuộc họ Coleophoridae. Nó được tìm thấy ở miền nam châu Âu.
Chiều dài cánh trước là 6.5-7.5 mm đối với con đực and 6-6.5 mm đối với con cái. Con trưởng thành bay từ tháng 5 đến tháng 6.
Ấu trùng ăn Trifolium ochroleucon.